# A Rockoperaház fantomja
A Rockoperaház fantomja Varga Miklós második szólólemeze, amely 1991-ben jelent meg.
Hangmérnöke, Sáfár József, zenei rendezője Jankai Béla, Papp Gyula, a borítót Fülöp Csaba tervezte.

## Az album dalai
- 1. Himnusz (Sakk: Anthem)

(zene, szöveg: Benny Andersson, Björn Ulvaeus, Tim Rice, magyar szöveg: Romhányi László)
- 2. Donna (Hair: Donna)

(zene, szöveg: James Rado, Gerome Ragni, Galt MacDermot, magyar szöveg: G. Dénes György )
- 3. Emlék (Macskák: Memory)

(zene, szöveg: Andrew Lloyd Webber, T.S.Eliot, magyar szöveg: Miklós Tibor)
- 4. Az Operaház fantomja (Az Operaház fantomja: Phantom of the Oper)

(zene, szöveg: Andrew Lloyd Webber, Charles Hart, magyar szöveg: Miklós Tibor)
- 5. Az éj zenéje (Az Operaház fantomja: Music of the night)

(zene, szöveg: Andrew Lloyd Webber, Charles Hart,
magyar szöveg: Miklós Tibor)
- 6. Az életem (Hair: I got life)

(zene, szöveg: James Rado, Gerome Ragni, Galt MacDermot, magyar szöveg: Varga Mihály)
- 7. Vidd haza (Nyomorultak: Bring him home)

(zene, szöveg: Claude-Michel Schönberg, Alain Boublil, Jean- Marc Natel, magyar szöveg: Miklós Tibor)
- 8. Jézus a Gethsemane-i kertben (Jézus Krisztus szupersztár: Jezus the garden of the Gethsemanea)

(zene, szöveg: Andrew Lloyd Webber, Tim Rice, magyar szöveg: Miklós Tibor)
- 9. Hol leszek én (Sakk: Where I want to be)

(zene, szöveg: Benny Andersson, Björn Ulvaeus, Tim Rice, magyar szöveg: Miklós Tibor)
- 10. Jöjj el napfény (Hair: Let the sunshine)

(zene, szöveg: James Rado, Gerome Ragni, Galt MacDermot, magyar szöveg: Miklós Tibor)

## Közreműködők
- Varga Miklós – ének vokál
- Jankai Béla – billentyűs hangszerek
- Papp Gyula – billentyűs hangszerek, Hammond-orgona
- Sipeki Zoltán – gitár
- Pitti Katalin – ének
- Auth Csilla – ének, vokál
- Demeter György – ének, vokál
- Vértes Attila – ének, vokál
- Ullmann Zsuzsa, Szánti Judit – vokál